# 法蘭西斯高·華拉路
法蘭西斯高·安東尼奧·“班查”·華拉路（西班牙語：Francisco Antonio “Pancho” Varallo，1910年2月5日—2010年8月30日）是一名前阿根廷足球運動員，司職前鋒。華拉路由1930年到 1937年為阿根廷國家隊效力，是1930年首屆國際足協世界盃阿根廷隊成員之一。華拉路的職業生涯中，贏得四次甲組聯賽冠軍（一次為甘拿斯亞，三個為小保加），在222場正式比賽中打進194球，是小保加球會史上總入球第三高的射手。此外，華拉路以216個入球躋身阿根廷甲組聯賽累積總入球排名第11 位 。  
華拉路於2010年8月30日在他的家鄉拉普拉塔去世，享年100歲，他是首屆國際足協世界盃最後一位倖存的球員。

## 球會生涯

### 早年
華拉路於1910年2月5日出生於布宜諾斯艾利斯省拉普拉塔帕蒂多的洛斯霍諾斯區，在14歲時首次亮相足球場，青年時期因他的射門能力獲得Cañoncito「小砲」的綽號。18歲時跟隨拉普拉達學生隊試訓，在三場比賽中為球隊打進11球。然而，華拉路雖然成為青年隊球員但最終離開學生隊加入同市球隊甘拿斯亞，1929年為一線隊首次亮相。在效力甘拿斯亞的第一個賽季，華拉路在決賽中以2-1擊敗小保加，贏得球會第一個阿根廷甲組足球聯賽冠軍。1930年，華拉路以外借身份效力沙士菲，只在泛美巡迴賽期間為球隊上陣，他在巡迴賽期間總共打進17球。

### 小保加

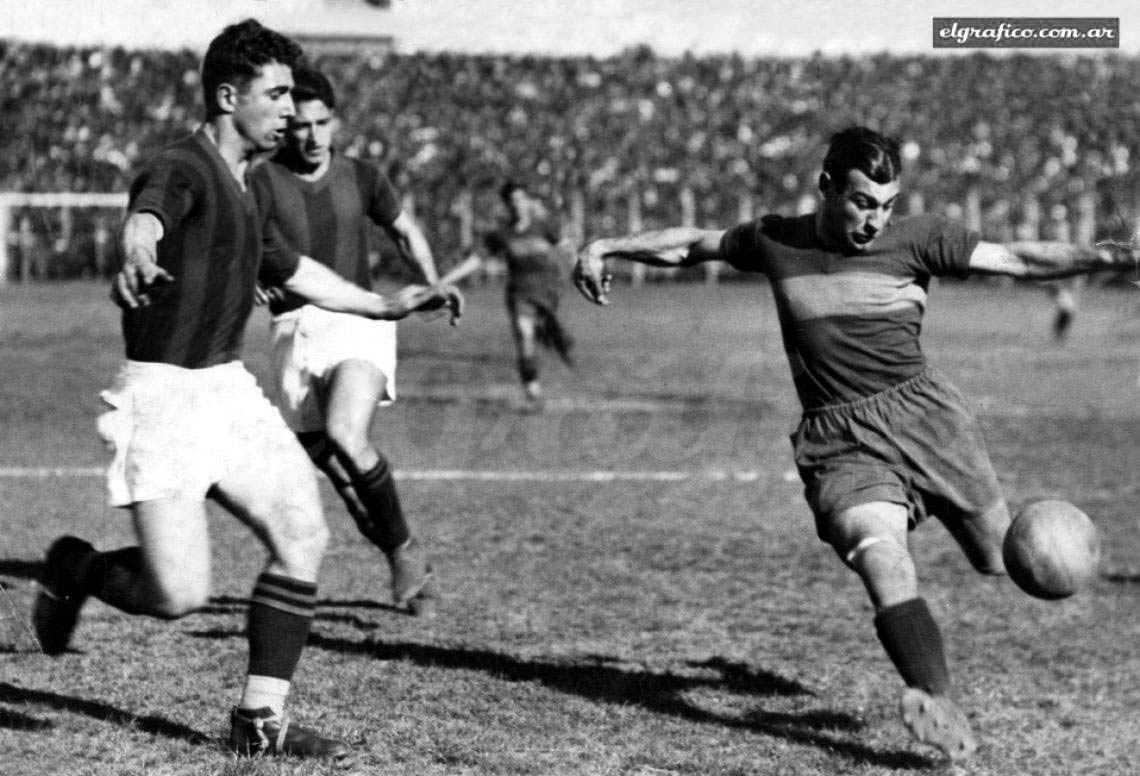
1935年華拉路迎戰聖羅倫素

1931年賽季（阿根廷第一個職業賽季）華拉路轉會到小保加，費用約為8000美元。在接下來的九年裡，他成為球會的主力射手，協助球隊在 1931年、1934年和1935年三度獲得甲組聯賽冠軍，並在1933年獲得亞軍，當時他以34球成為聯賽神射手。1939年，29歲的華拉路由於膝傷嚴重他宣佈離開小保加並選擇退役，他在小保加的九年裡，在222場比賽中打進194球（平均每場得分 0.87 球），成為球會歷史上總入球第二多的球員，僅次於罗伯托·凯罗（Roberto Cherro），直到2008年的馬田·巴勒莫打破該兩人的紀錄。

## 國際賽生涯

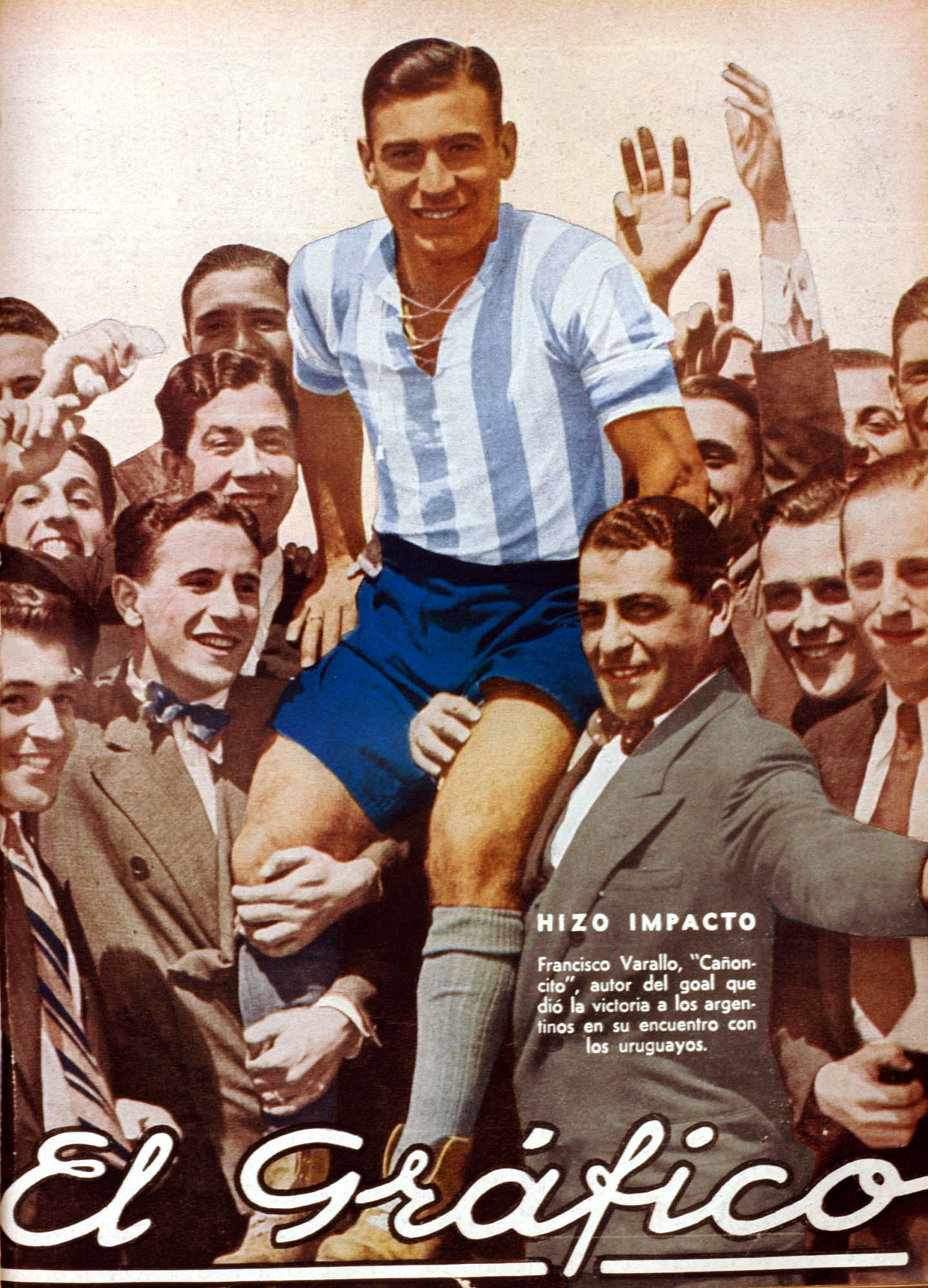
1933 年，華拉路與阿根廷國家隊一起登上「El Grafico」雜誌的封面

1930年，在烏拉圭舉行的首屆世界盃，華拉路成為是阿根廷隊成員之一，當時他是最年輕的球員。他參加球隊的所有三場小組賽，並在對陣墨西哥的比賽中打進一球。在迎戰東道主烏拉圭的世界盃決賽中，他以正選身份上陣，半場結束時阿根廷2-1領先，但最終以4-2負於東道主。
華拉路曾經協助阿根廷贏得1937年美洲國家盃主要成員，他在賽事中打進三球，其中包括在 2-1 戰勝智利的比賽中梅開二度。

## 退役後
華拉路在球員時間獲得的成就直到1990年代才得到認可，他在1994年因對阿根廷足球的貢獻而獲得国际足联荣誉奖，他還獲得了阿根廷足協和南美足協的榮譽。
2010年2月，他在布宜諾斯艾利斯附近的家鄉慶祝他的100歲生日，在接受國際足協慶祝生日的採訪中，他回憶起1930年世界盃決賽迎戰烏拉圭，他表示在決賽中輸給烏拉圭是他“最大的失望”。華拉路於2010年8月30日在他的家鄉拉普拉塔去世，享年100歲，國際足協主席塞普·白禮達及南美足協主席尼古拉斯·萊奧茲（Nicolás Leoz）也發表了一份聲明，對華拉路的去世表示悲傷。華拉路曾效力的甘拿斯亞及小保加都為了他的去世哀悼一天，而南美足協宣布接下來一周的所有南美球會盃比賽中默哀一分鐘。

## 榮譽

### 球會
甘拿斯亞
- 阿根廷甲組足球聯賽冠軍 (1): 1929

小保加
- 阿根廷甲組足球聯賽冠軍 (3): 1931, 1934, 1935

### 國家隊
阿根廷
- 美洲國家盃冠軍 (1): 1937

### 個人
- 阿根廷甲組足球聯賽神射手 (1): 1933
- 金足奖（傳奇界別） (1): 2010[19]

## 備註
1. ↑  他外借期間只參加泛美巡迴賽，沒有參加正式比賽。[1]